# Ferdinand von Rosenzweig

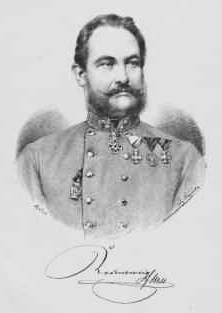
Ferdinand von Rosenzweig in der Uniform eines Feldmarschalleutnants
(Lithographie von Ignaz Eigner, ca. 1870)

Ferdinand Freiherr Rosenzweig von Drauwehr (* 11. Juli 1812 in Eisenstadt; † 4. September 1892) war ein österreichischer Feldzeugmeister.

## Leben
Ferdinand von Rosenzweig entstammte einer freiherrlichen Familie mit militärischer Tradition. Er besuchte die Normalschule in Klagenfurt. Nach seiner Ausbildung an der Grazer Kadettenanstalt schloss er sich am 28. Oktober 1835 dem österreichischen Freiwilligenkorps an. Nach mehreren militärischen Einsätzen wurde Rosenzweig zum Oberstleutnant befördert und gehörte in dieser Funktion dem 77. Regiment an. Nachdem Maximilian I., der Bruder des österreichischen Kaisers Franz Joseph I., in Mexiko an die Macht gelangte, siedelte Rosenzweig nach Mexiko über und diente ab dem 20. Juli 1864 dem Kaiser im 16. Regiment des österreichischen Freiwilligenkorps in Mexiko als Major. Hier heiratete er die ungarische Prinzessin Catarina Radzivil de Atavia, Hofdame am mexikanischen Kaiserhof; ihre gemeinsame Tochter Emanuela wurde am 30. August 1866 geboren.
Nach dem Ende der Herrschaft Maximilians kehrte Rosenzweig nach Österreich zurück, wo er wieder im österreichischen Heer diente. Am 3. Juni 1865 wurde er zum Generalmajor und am 30. April 1870 zum Feldmarschallleutnant befördert. Im Deutschen Krieg 1866 führte er eine Brigade im VI. Korps unter General Ramming und nahm am 27. Juni an der Schlacht bei Nachod und am 3. Juli an der Schlacht von Königgrätz teil. Am 14. April 1879 mit Wirkung zum 1. Mai wurde er schließlich von Franz I. mit Titel und Charakter in das Amt eines Feldzeugmeisters befördert.

## Auszeichnungen
- Österreichischer Orden der Eisernen Krone 3. Klasse mit der Kriegsdekoration
- Königlich hannoverscher Guelphen-Orden